# Горы Черногории
Горы Черногории являются частью Динарского нагорья и покрывают северо-восточную часть страны. Ниже представлен их список.

## Список гор Черногории
- Биела-гора[серб.] (серб. Биjела гора)[1];
- Биоч[англ.] (серб. Биоч)[2];
- Богичевица[серб.] (серб. Богићевица)[3];
- Больй (серб. Болj);
- Бьеласица[серб.] (серб. Бjеласица);
- Виситор (серб. Виситор)[3];
- Войник[серб.] (серб. Воjник)[4];
- Волуяк (серб. Волуjак)[5];
- Врмац (серб. Врмац)[6];
- Голия[серб.] (серб. Голиjа)[3];
- Градина[англ.] (серб. Градина)[7];
- Дурмитор (серб. Дурмитор)[8];
- Жиево[серб.] (серб. Жиjово)[3];
- Жлеб[серб.] (серб. Жљеб)[9];
- Журим (серб. Журим);
- Зелетин (серб. Зелетин);
- Киюч (серб. Киjуч);
- Ковач[серб.] (серб. Ковач);
- Комови[серб.] (серб. Комови)[3];
- Лебршник (серб. Лебршник)[9];
- Лиса (серб. Лиса);
- Лисац (серб. Лисац);
- Ловчен (серб. Ловћен)[9];
- Лола (серб. Лола);
- Лукавица (серб. Лукавица);
- Любишня (серб. Љубишња)[9];
- Маганик[серб.] (серб. Маганик)[3];
- Маглич (серб. Маглић)[5];
- Можура (серб. Можура);
- Мокра-гора[серб.] (серб. Мокра гора)[9];
- Мокра-планина (серб. Мокра планина);
- Негош (серб. Његош)[3];
- Обзир[серб.] (серб. Обзир)[3];
- Орйен[серб.] (серб. Орjен)[10];
- Острошка-греда (серб. Острошка греда);
- Пивска-планина (серб. Пивска планина);
- Прекорница[серб.] (серб. Прекорница)[3];
- Проклетие (серб. Проклетиjе)[11];
- Румия[серб.] (серб. Румиjа)[9];
- Синяевина (серб. Сињајевина)[3];
- Сомина[серб.] (серб. Сомина)[12];
- Стожац (серб. Стожац);
- Хайла[серб.] (серб. Хаjла)[3];
- Црна-планина (серб. Црна планина).